# Jannick Green
Jannick Green Krejberg, född 29 september 1988, är en dansk handbollsmålvakt, som spelar för Paris Saint-Germain HB och det danska landslaget.

## Meriter
Med landslag
- OS 2016 i Rio de Janeiro:  Guld
- VM 2019 i Tyskland/Danmark:  Guld
- EM 2014 i Danmark:  Silver
- VM 2013 i Spanien:  Silver
- EM 2022 i Ungern/Slovakien:  Brons
- U21-VM 2009 i Egypten:  Silver

Med klubblag
- EHF European League 2021 med SC Magdeburg
- IHF Super Globe 2021 med SC Magdeburg
- Tysk mästare 2022 med SC Magdeburg
- Fransk mästare 2023 med Paris Saint-Germain HB
- EHF European League 2022 med SC Magdeburg
- EHF European League 2017 och 2018 med SC Magdeburg
- Dansk mästare 2010 med AaB Håndbold